# Lineární autoasociativní paměť

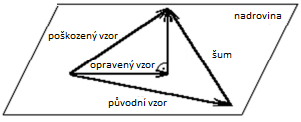
Ortogonální projekce poškozeného vzoru do nadroviny generované nepoškozenými vzory.

Lineární autoasociativní paměť , anglicky značeno Linear (Auto-)Associative Memory (LAM), je jednovrstvá umělá neuronová síť s plně vzájemně propojenými neurony (včetně vazby neuronu se sebou samým) s lineární přenosovou funkcí, sloužící k filtraci šumu, pracující jako autoasociativní paměť, do které se ve fázi učení (učení bez učitele) uloží vzory obsažené v trénovacích datech. Tyto vzory (nebo jejich kombinace), pokud se částečně poškodí a síti znovu předloží, tentokrát ve fázi vybavování, dokáže síť opravit.

## Princip

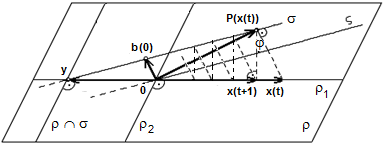
Alternující projekce mezi nadrovinou generovanou učícími vzory a posunutím nadroviny vektorů s nepoškozenými složkami.

Během vybavování uloženého vzoru (nebo jejich kombinace) z paměti probíhá v síti rekurentní proces, tj. stavy sítě dvěma vzájemně alternujícími ortogonálními projekcemi konvergují k cílovému stavu, kde se nalézá opravený vzor (nebo jejich kombinace). Jako první proběhne ortogonální projekce výchozího stavu sítě do nadroviny generované lineárně nezávislými vzory obsaženými v trénovacích datech. Pokud se poškodí pouze některé složky vzoru (nebo jejich lineární kombinace) a ostatní složky zůstanou nepoškozeny, pak uvedená ortogonální projekce výchozího stavu sítě přepíše i složky nepoškozené, což není žádoucí.
Tento problém eliminujeme tak, že v případě, že poznáme, které složky se poškodily a které nikoli, přepsané hodnoty na pozicích nepoškozených složek nahradíme původními správnými hodnotami (druhá ortogonální projekce stavu sítě do lineárního posunutí další nadroviny), tím ale vychýlíme stav sítě z původní nadroviny, v které výsledný stav sítě chceme mít, proto celý proces znovu a znovu cyklicky opakujeme, dokud nedocílíme plus minus původních hodnot na pozicích nepoškozených složek (v rámci zadané povolené odchylky) a současně výsledný stav sítě bude ležet v nadrovině generované vzory z trénovacích dat. Tato rekurentní lineární autoasociativní paměť se někdy značí jako Lineární extrapolační paměť.

## Užití
Trénovací data nesmí obsahovat příliš velké množství lineárně nezávislých vzorů, neboť by pak jimi generovaná nadrovina pokryla téměř celý prostor možných výchozích stavů sítě a oprava poškození vzoru (nebo jejich kombinace) by pak neproběhla, kapacita paměti sítě je tak omezena. Lineárně nezávislé vzory před vlastním uložením do paměti (učením) sítě projdou tzv. ortonormalizačním procesem. Představují-li vzory např. dvourozměrné obrazce vhodně zvoleného rastru, pak jejich ortogonalita představuje vzájemnou rozlišitelnost obrazců a normalita zabezpečuje stejný průměrný jas, síť pak filtruje poškození obrazců.